# 春嬌救志明
《春嬌救志明》（英語：Love off the cuff），是2017年香港愛情電影，为2010年電影《志明與春嬌》三部曲的第三部。由彭浩翔導演、尹志文、陸以心編劇，黃偉亮任動作設計，楊千嬅、余文樂領銜主演，秦沛特別演出，2017年4月27日、28日在香港和中国大陆上映。香港票房總收達3,025萬，成為2017年最高票房港產片。

## 演員列表

### 主要演員
| 演員     | 角色            | 角色介紹                                                                             |
| 楊千嬅   | 余春嬌          |                                                                                      |
| 余文樂   | 張志明          |                                                                                      |
| 蔣夢婕   | Flora           | 志明之「契媽」，童年與一同居於溫哥華的張志明上契，但兩人年齡相近，而且比張志明更年輕 |
| 秦沛     | Philip / Joseph | 余春嬌之父親，早年與余春嬌母親離婚後到馬來西亞定居                                   |
| 王曉晨   | Apple           | 余春嬌之後母，Philip 的未婚妻                                                        |
| 邵音音   | 陳鳳娣          | 余春嬌母親                                                                           |
| 曾國祥   | Derek           | 余春嬌弟弟，被母親稱作「二妹」                                                       |
| 司徒慧焯 | 李公公          | 張志明之同事兼好友                                                                   |
| 谷德昭   | 達哥            | 張志明之同事兼好友                                                                   |
| 谷祖琳   | 孖 K            | 余春嬌之好友                                                                         |
| 陳逸寧   | Isabel          | 余春嬌之好友                                                                         |
| 閻汶宣   | Mandy Fung      | 余春嬌之好友                                                                         |
| 林兆霞   | Brenda          | 余春嬌之好友，Ben 妻                                                                 |
| 李程彬   | Dan             | Philip 和 Apple 的婚紗照攝影師，有拍攝糞便的嗜好                                     |
| 歐鎧淳   | 路人            | 借玩張志明的電動滑板，被公公等人拍照並放上 Facebook                                  |
| 林海峰   | YT              | 公司經理，張志明之上司                                                               |
| 森美     | 髮型師          |                                                                                      |
| 吳岱融   | 飛鷹哥          | 黑道老大，與 Philip 後成好友                                                         |
| 郭怡伶   |                 | 台灣旅館櫃檯人員                                                                     |
| 陳靜     | 可兒            | Mimi 狗主                                                                            |
| 陳意嵐   | 飛鷹嫂          |                                                                                      |
| 鄒凱光   | 軍裝高級警員    |                                                                                      |
| 周俊偉   | 軍裝警員        |                                                                                      |
| 麥芷誼   |                 | 可兒之好友                                                                           |
| 郭奕芯   |                 |                                                                                      |
| 李拾壹   | 七十一郎        | 張志明之同事                                                                         |
| 關逸揚   |                 |                                                                                      |
| 廖子妤   |                 | 蘭桂坊孖女之一                                                                       |
| 袁澧林   |                 | 蘭桂坊孖女之一                                                                       |
| 田啟文   |                 | 社會服務令監察官                                                                     |
| 連詩雅   | Veronica        | 客串，片末向志明借玩電動滑板                                                         |
| 彭浩翔   | 舉牌人          | 客串                                                                                 |
| 黃文慧   | 盲婆婆          |                                                                                      |
| 林鈺洧   |                 |                                                                                      |

## 電影歌曲
| 曲別   | 歌名                | 演唱者                         | 作詞             | 作曲     |
| 主題曲 | 春嬌救志明          | 五月天                         | 黃偉文           | 阿信     |
| 插曲   | 傳說                | MKB48 (楊千嬅、陳逸寧、林兆霞) | 林夕             | 黃耀光   |
| 插曲   | 志明與春嬌 (粵語版) | 張志明                         | 林日曦           | 阿信     |
| 插曲   | 動地驚天愛戀過      | 余春嬌                         | 周耀輝           | 陳光榮   |
| 插曲   | 余春嬌              | 余春嬌                         | 黃偉文           | 林家謙   |
| 插曲   | 當我想起你          | 余春嬌 (Featuring 張志明)      | 林敏驄           | 林敏驄   |
| 插曲   | 小雙俠之歌 (粵語版) | 華星兒童合唱團                 | 若林一郎（原曲） | 山本正之 |

## 票房
台灣方面，首週票房750萬元新台幣，最終票房1200萬元。

## 奬項及提名
| 年度   | 颁奖典礼                     | 奖项           | 姓名                   | 结果 |
| ------ | ---------------------------- | -------------- | ---------------------- | ---- |
| 2018年 | 第一屆MOVIE6全民票選電影大獎 | 最佳男配角     | 秦沛                   | 提名 |
| 2018年 | 第一屆MOVIE6全民票選電影大獎 | 最佳新演員     | 歐鎧淳                 | 提名 |
| 2018年 | 第1屆最港電影大獎            | 最港女主角     | 楊千嬅                 | 提名 |
| 2018年 | 第1屆最港電影大獎            | 最港導演       | 彭浩翔                 | 提名 |
| 2018年 | 第1屆最港電影大獎            | 最港電影       | 《春嬌救志明》         | 提名 |
| 2018年 | 微博之星2017                 | 微博給力電影   | 《春嬌救志明》         | 提名 |
| 2018年 | 微博之星2017                 | 微博給力男主角 | 余文樂                 | 提名 |
| 2018年 | 微博之星2017                 | 微博給力女主角 | 楊千嬅                 | 提名 |
| 2018年 | 第23屆華鼎獎                 | 最佳女主角     | 楊千嬅                 | 提名 |
| 2018年 | 第23屆華鼎獎                 | 最佳女配角     | 蔣夢婕                 | 提名 |
| 2018年 | 第23屆華鼎獎                 | 最佳編劇       | 彭浩翔、尹志文、陸以心 | 獲獎 |
| 2018年 | 第37屆香港電影金像獎         | 最佳編劇       | 彭浩翔、尹志文、陸以心 | 提名 |
| 2018年 | 第37屆香港電影金像獎         | 最佳男配角     | 秦沛                   | 提名 |
| 2018年 | 第37屆香港電影金像獎         | 最佳新演員     | 歐鎧淳                 | 提名 |

## 電影原聲大碟銷量榜成績
|                    | 第18周 | 第19周 | 第20周 | 第21周 | 第22周 | 第23周 | 備註 |
| ------------------ | ------ | ------ | ------ | ------ | ------ | ------ | ---- |
| 香港唱片商會銷量榜 | 1      | 2      | 5      | 6      | 9      | 9      |      |

## 外部連結
- 《春嬌救志明 （页面存档备份，存于）》在香港雅虎的電影頁面（繁體中文）
- Yahoo奇摩電影上《春嬌救志明》的資料（繁體中文）
- 開眼電影網上《春嬌救志明》的資料（繁體中文）
- 香港影庫上《春嬌救志明》的資料（繁體中文）
- 豆瓣电影上《春嬌救志明》的資料 （简体中文）
- 时光网上《春嬌救志明》的資料（简体中文）
- 互联网电影数据库（IMDb）上《春嬌救志明》的资料（英文）